# کشتی هواشناسی

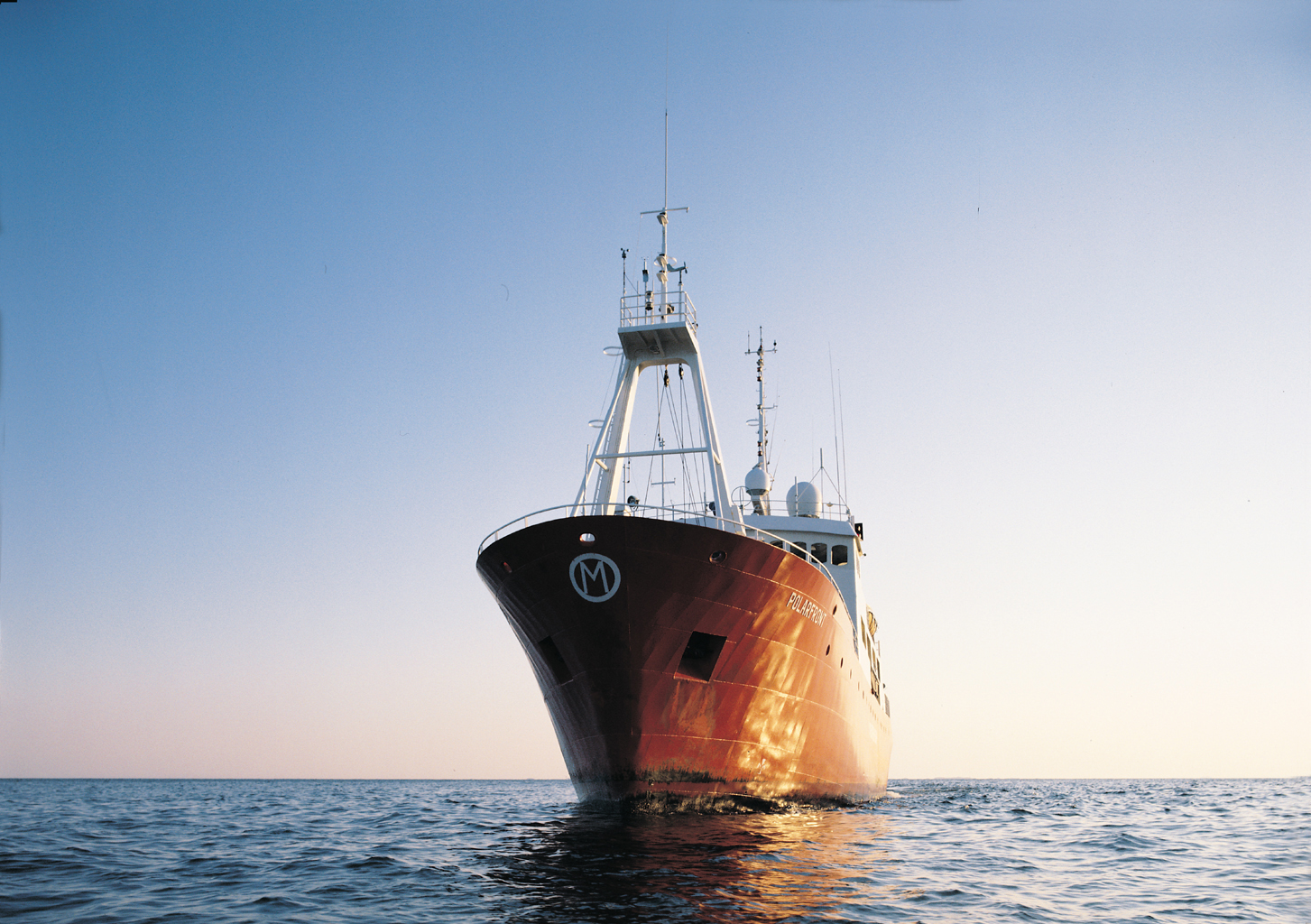
کشتی هواشناسی ام‌اس پولارفرونت

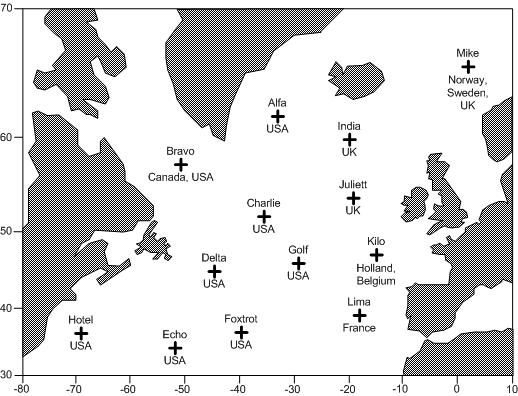
موقعیت کشتی‌های هواشناسی در اقیانوس اطلس

کشتی هواشناسی به کشتی‌هایی گفته می‌شد که به عنوان سکوی هواشناسی برای مشاهدات هواشناسی سطح اقیانوس و هوا به کار می‌رفت. این کشتی‌ها معمولاً در اقیانوس ثابت بودند و حرکت نمی‌کردند. این کشتی‌ها در آغاز در اقیانوس اطلس شمالی و اقیانوس آرام شمالی قرار داشتند و گزارش‌های خود را از راه امواج رادیویی می فرستاند. علاوه بر گزارش هواشناسی این کشتی‌ها برای عملیات جستجو و نجات و پشتیبانی از پروازهای ترااطلسی انجام می‌گرفت و همچنین به عنوان سکوهای پژوهشی برای اقیانوس‌نگاری، آلودگی سطح دریاها، کمک به پیش‌بینی وضع هوا هم به وسیلهٔ پیش بینی کنندگان هوا و هم به وسیلهٔ الگوهای جوی کامپیوتری به کار می‌رفتند. کشتی‌های پژوهشی عمدتاً در زمینهٔ اقیانوس‌نگاری شامل اقیانوس‌نگاری فیزیکی و یکپارچه سازی اطلاعات اقلیمی و هواشناختی در علم سامانه زمین فعالیت می‌کردند.
ایدهٔ کشتی ثابت برای نخستین بار در سال ۱۹۲۱ به وسیلهٔ متئو-فرانس برای پشتیبانی از کشتی‌ها و هوانوردی مابین دو سوی اقیانوس اطلس پیشنهاد شده. این کشتی‌ها در خلال جنگ جهانی دوم حالت تدافعی نداشتند و همین بابت از دست رفتن چندین کشتی و کشته شدن بسیاری شد. به طور کلی در جنگ جهانی دوم وجود کشتی‌های هواشناسی برای اروپا و آمریکای شمالی آنقدر سودمند بود که پس از جنگ در سال ۱۹۴۸ سازمان بین‌المللی هوانوردی کشوری(ایکائو) شبکه‌ای از کشتی‌های هواشناسی ایجاد نمود. این شبکه شامل ۱۳ فروند کشتی بود که از سوی کانادا، ایالات متحده و اروپا به آب انداخته شده بود. بعداً این تعداد به ۹ فروند کاهش پیدا کرد. توافق نامهٔ کاربری از کشتی‌های هواشناسی در سال ۱۹۸۵ به وسیلهٔ جامعه بین‌المللی به پایان رسید.
مشاهدات کشتی‌های هواشناسی ثابت کرد که این کشتی‌ها در پژوهش‌های باد و موج سودمندند، زیرا کشتی‌های تجاری به دلایل امنیتی از داشتن سیستم‌های هواشناسی خودداری می‌کردند، ولی کشتی‌های هواشناسی چنین مشکلی نداشتند. این کشتی‌ها در نظارت بر توفان‌های دریایی از جمله توفندها نیز کمک بزرگی بودند. در آغاز دههٔ ۱۹۷۰ کشتی‌های هواشناسی به گونهٔ گسترده‌ای جای خود را به بویه‌های هواشناسی دادند، زیرا هزینهٔ کشتی‌ها بسیار زیاد بود. برچیدن کشتی‌های هواشناسی اثری منفی در پیش بینی‌های هواشناسی گذاشت که همین اثر منفی منجر به ناتوانی در پیش بینی توفان بزرگ ۱۹۸۷ شد.آخرین کشتی هواشناسی پلارفرونت یا ایستگاه هواشناسی ام(مایک) نام داشت که در تاریخ یکم ژانویه ۲۰۱۰ برچیده شد. مشاهدات هواشناسی کشتی‌ها هنوز از سوی کشتی‌های تجاری به صورت داوطلبانه و در مسیرهای عادی تجاری انجام می‌شود که به برنامهٔ وس معروف است. 
گزارش‌های رادیویی کشتی‌های هواشناسی در ساعت‌های ۲۴، ۶، ۱۲ و ۱۸ به وقت ساعت هماهنگ جهانی انجام می‌شد.